# نودا، لریک
نودا (به لاتین: Noda) یک منطقه مسکونی در جمهوری آذربایجان است که در شهرستان لریک واقع شده است. نودا ۱۲۱۵ نفر جمعیت دارد.

## ریشه واژه
نودا از دو واژه تالشی نو به‌معنی نو، جدید یا تازه و دا که تغییریافته واژه دی به‌معنی ده یا روستا است تشکیل شده و معنای کامل آن روستای نو و تازه است.